# Мария Тереза Де Филипис
Мария Тереза де Филипис (на италиански: Maria Teresa de Filippis) е италианска автомобилна състезатела, първата пилотка от „Формула 1“.
Родена ев Неапол, Италия на 11 ноември 1926 г.

## Формула 1
Де Филипис прави своя дебют във „Формула 1“ в състезанията за Голямата награда на Монако през 1958 г. В световния шампионат записва 5 състезания, като не успява да спечели точки, състезава се за отбора на „Мазерати“ и „Бера-Порше“.